# Usina Termelétrica de Battersea

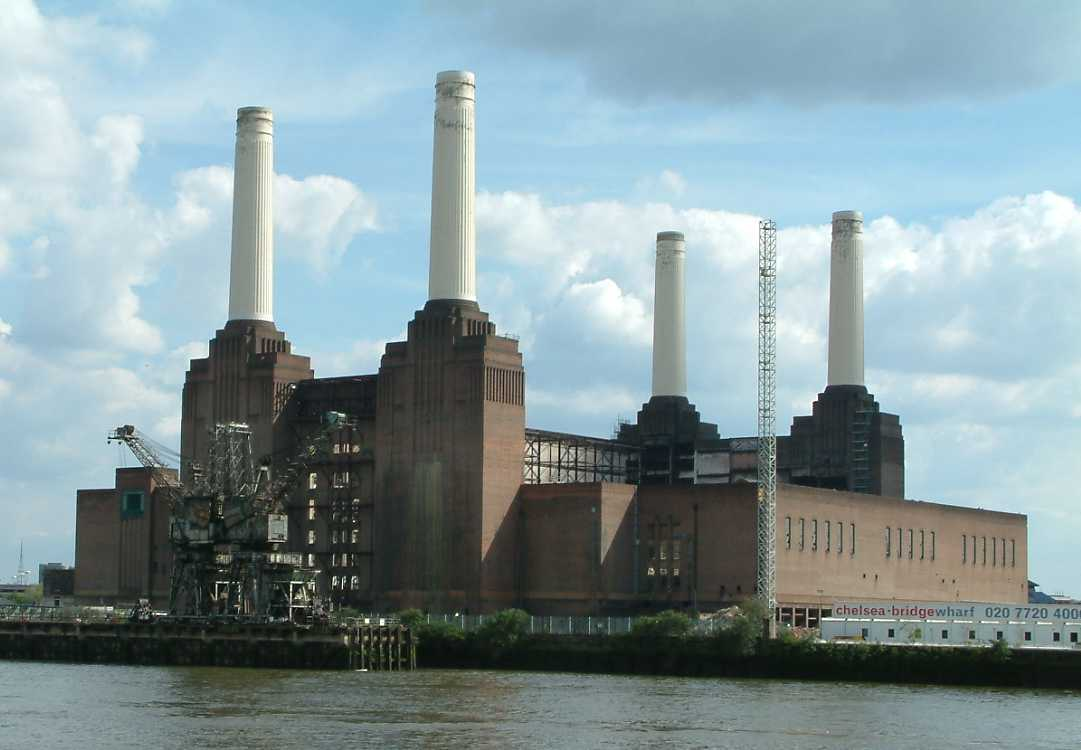
A Usina Termo-eléctrica de Battersea, vista da margem norte do Tâmisa em maio de 2004

A Usina Termelétrica de Battersea é uma usina de energia eléctrica desactivada que usava carvão como sua principal matéria prima. Ela está localizada na margem sul do Rio Tâmisa, em Battersea, distrito central do sudoeste de Londres. Ele é formada por duas usinas de energia individuais, construídas em duas alturas diferentes na forma de um prédio único. A Usina Termo-eléctrica de Bettersea A foi construída na década de 1930, e a Usina Termo-eléctrica de Battersea B ao oeste na década de 1950. As duas usinas foram construídas com desenho idêntico, criando a disposição conhecida com as quatro chaminés. A usina parou de gerar energia em 1983, porém nos últimos 50 anos virou uma das atrações turísticas mais famosas de Londres. A fama da usina se deve muito às suas aparições na cultura popular, o que inclui uma filmagem para o filme Help!, da banda The Beatles, para o videoclipe da canção "You've Got Another Thing Comin' ", da banda Judas Priest, e a capa do álbum Animals, da banda Pink Floyd. Além disso, uma fotografia da sala de controle da usina foi usada como capa do álbum Quark, Strangeness and Charm, da banda Hawkwind.
Desde o encerramento da usina o local permaneceu sem uso, com vários planos de re-desenvolvimento sendo criados sem sucesso por vários donos. O local é atualmente uma propriedade da companhia de administradores irlandeses Real Estate Oportunities (REO), que o comprou em novembro de 2006 por 400 milhões de libras esterlinas. Em novembro de 2010, a REO recebeu permissão para reformar a usina para uso público e construir 3.400 casas no local. Porém, esse plano não foi levado adiante porque as dívidas da REO foram cobradas por seus credores, bancos do Reino Unido e Irlanda.